# Ілінко
Ілінко (пол. Ilinko) — село в Польщі, у гміні Плонськ Плонського повіту Мазовецького воєводства.
Населення — 154 особи (2011).
У 1975-1998 роках село належало до Цехановського воєводства.

## Демографія
Демографічна структура станом на 31 березня 2011 року:
|          | Загалом | Допрацездатний вік | Працездатний вік | Постпрацездатний вік |
| -------- | ------- | ------------------ | ---------------- | -------------------- |
| Чоловіки | 83      | 16                 | 57               | 10                   |
| Жінки    | 71      | 12                 | 43               | 16                   |
| Разом    | 154     | 28                 | 100              | 26                   |